# Алуніш (Прахова)
Алуніш (рум. Aluniș) — село у повіті Прахова в Румунії. Входить до складу комуни Алуніш.
Село розташоване на відстані 86 км на північ від Бухареста, 30 км на північ від Плоєшті, 55 км на південний схід від Брашова.

## Населення
За даними перепису населення 2002 року у селі проживали 2710 осіб, усі — румуни. Усі жителі села рідною мовою назвали румунську.